# Bariumwolframat
Bariumwolframat ist eine anorganische chemische Verbindung des Bariums aus der Gruppe der Wolframate.

## Gewinnung und Darstellung
Bariumwolframat kann durch Reaktion von Salzlösungen von Wolfram und Barium wie Bariumnitrat mit Ammoniumparawolframat oder Natriumwolframat gewonnen werden.
{\displaystyle \mathrm {Ba(NO_{3})_{2}+Na_{2}WO_{4}\ \longrightarrow {}\ BaWO_{4}\downarrow +2\ NaNO_{3}} }
Es kann auch durch Reaktion von Bariumoxid mit Wolframtrioxid erhalten werden, wobei sich allerdings mit Ba3WO6 hauptsächlich ein weiteres Bariumwolframat bildet.
{\displaystyle \mathrm {BaO+WO_{3}\ \longrightarrow {}\ BaWO_{4}} }

## Eigenschaften
Bariumwolframat ist ein weißer Feststoff. Er besitzt bei Normalbedingungen eine tetragonale Kristallstruktur vom Scheelittyp mit der Raumgruppe I41/a (Raumgruppen-Nr. 88). Bei Drücken über 7 GPa geht die Verbindung in eine monokline Fergusonit Struktur mit der Raumgruppe P21/n (Raumgruppen-Nr. 14, Stellung 2) über.

## Verwendung
Bariumwolframat kann als Frequenzschiebermaterial für Laseranwendungen verwendet werden.